# New Hazelton
New Hazelton es un municipio distrital canadiense situado en la provincia de Columbia Británica.

## Superficie
New Hazelton tiene una superficie de 24,34 km².

## Demografía
En 2021, tenía 602 habitantes, una densidad poblacional de 24,7 hab./km², y 305 viviendas.